# Phacussa prousei
Phacussa prousei är en snäckart som först beskrevs av Powell 1952.  Phacussa prousei ingår i släktet Phacussa och familjen Charopidae. Inga underarter finns listade i Catalogue of Life.